# Come mai (Fabri Fibra)
Come mai è un singolo del rapper italiano Fabri Fibra, pubblicato l'11 ottobre 2019 come unico estratto dalla prima raccolta Il tempo vola 2002-2020.

## Descrizione
Prodotto da Dardust, il brano è stato scritto dallo stesso rapper insieme a Calcutta e Franco126, quest'ultimo apparso anche in qualità di artista ospite, cantando il ritornello.

## Tracce
Testi di Fabrizio Tarducci, Edoardo D'Erme e Federico Bertollini, musiche di Dario Faini.
1. Come mai (feat. Franco126) – 3:27

## Classifiche
| Classifica (2019) | Posizione massima |
| ----------------- | ----------------- |
| Italia            | 10                |